# Tristan Borges
Tristan Daniel Borges (Toronto, 26 augustus 1998) is een Canadees-Portugees voetballer die als middenvelder voor Oud-Heverlee Leuven speelt.

## Carrière
Tristan Borges speelde in de jeugd van West Toronto United FC en Toronto FC. In 2016 vertrok hij naar sc Heerenveen waar hij in Heerenveen onder 19 en Jong Heerenveen speelde. In 2018 vertrok hij bij Heerenveen en ging in zijn thuisland voor Sigma FC spelen. Met deze club kwam hij uit in de League One Ontario. In 2019 vertrok hij naar de professionele voetbalclub Forge FC, uitkomend in de net opgerichte Canadian Premier League. Hij debuteerde voor Forge op 27 april 2019, in de met 1-1 gelijkgespeelde thuiswedstrijd tegen York9 FC. Met Forge werd hij in het seizoen 2019 kampioen. In januari 2020 maakte hij de overstap naar Oud-Heverlee Leuven. Hij debuteerde voor Leuven op 1 februari 2020, in de met 2-1 gewonnen thuiswedstrijd tegen KSV Roeselare. Hij kwam in de 80e minuut in het veld voor Kamal Sowah. Hij speelde vier wedstrijden, maar raakte overbodig zodra OHL promoveerde. In 2021 keerde hij zodoende op huurbasis terug bij Forge FC.

### Statistieken
| Seizoen                       | Club                | Land           | Competitie      | Competitie | Competitie | Beker | Beker | Overig | Overig | Totaal | Totaal |
| Seizoen                       | Club                | Land           | Competitie      | Wed.       | Dlp.       | Wed.  | Dlp.  | Wed.   | Dlp.   | Wed.   | Dlp.   |
| ----------------------------- | ------------------- | -------------- | --------------- | ---------- | ---------- | ----- | ----- | ------ | ------ | ------ | ------ |
| 2018                          | Sigma FC            | Canada         | L1 Ontario      | 7          | 1          | –     | –     | 3      | 1      | 10     | 2      |
| 2019                          | Forge FC            | Canada         | Premier League  | 27         | 13         | 2     | 0     | 4      | 0      | 33     | 13     |
| 2019/20                       | Oud-Heverlee Leuven | België         | Eerste klasse B | 4          | 0          | 0     | 0     | –      | –      | 4      | 0      |
| 2020/21                       | Oud-Heverlee Leuven | België         | Eerste klasse A | 0          | 0          | 0     | 0     | –      | –      | 0      | 0      |
| 2021                          | → Forge FC          | Canada         | Premier League  | 24         | 3          | 2     | 0     | 8      | 1      | 34     | 4      |
| 2022                          | → Forge FC          | Canada         | Premier League  | 8          | 5          | 3     | 0     | 2      | 0      | 13     | 3      |
| 2022                          | Forge FC            | Canada         | Premier League  | 15         | 1          | 0     | 0     | 2      | 0      | 17     | 1      |
| Carrièretotaal                | Carrièretotaal      | Carrièretotaal | Carrièretotaal  | 83         | 22         | 7     | 0     | 21     | 3      | 111    | 25     |
| Bijgewerkt op 22 januari 2023 |                     |                |                 |            |            |       |       |        |        |        |        |

### Interlandcarrière
Tristan Borges werd in 2020 voor het eerst geselecteerd voor het Canadees voetbalelftal. Hij debuteerde voor Canada op 11 januari 2020, in de met 4-1 gewonnen oefenwedstrijd tegen Barbados. Hij kwam in de 71e minuut in het veld voor Jonathan Osorio.
| Interlands van Tristan Borges voor Canada | Interlands van Tristan Borges voor Canada | Interlands van Tristan Borges voor Canada | Interlands van Tristan Borges voor Canada | Interlands van Tristan Borges voor Canada | Interlands van Tristan Borges voor Canada |
| №                                         | Datum                                     | Wedstrijd                                 | Uitslag                                   | Soort wedstrijd                           | Doelpunten                                |
| Als speler bij Forge FC                   | Als speler bij Forge FC                   | Als speler bij Forge FC                   | Als speler bij Forge FC                   | Als speler bij Forge FC                   | Als speler bij Forge FC                   |
| ----------------------------------------- | ----------------------------------------- | ----------------------------------------- | ----------------------------------------- | ----------------------------------------- | ----------------------------------------- |
| 1.                                        | 11 januari 2020                           | Canada − Barbados                         | 4 – 1                                     | Vriendschappelijk                         | 0                                         |